# Nesthorn
Il Nesthorn (3.822 m s.l.m.) è una montagna delle Alpi Bernesi che si trova nel Canton Vallese (Svizzera).